# Túi thơ trung gian
Túi thơ trung gian hay túi thơ hoa vàng (danh pháp hai phần: Gastrochilus intermedius) là một loài lan.
Cây có mặt ở Ấn Độ, Bhutan, Thái Lan, Trung Quốc, Việt Nam (khu vực Đa Nhim thuộc Lâm Đồng).